# Schagerl Music

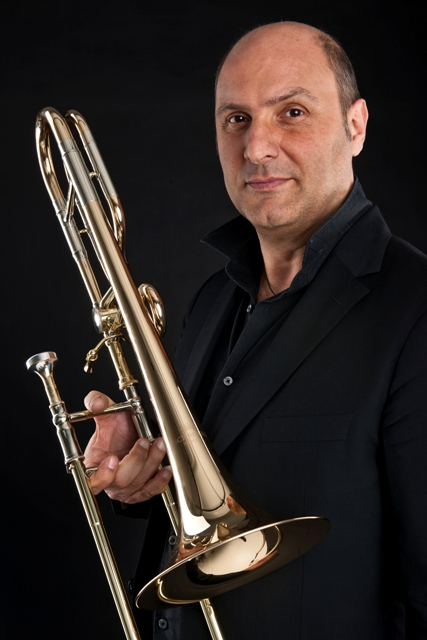
Lito Fontana mit einer Schagerl-Posaune

Die Schagerl Music GmbH (Eigenschreibweise SCHAGERL Music GmbH, auch Musikhaus Schagerl) ist ein österreichischer Hersteller von Metallblasinstrumenten mit Sitz in Mank-Hörsdorf.

## Geschichte
Im Jahr 1961 begründete Karl Schagerl sen. sein Unternehmen zum Bau von Blechblasinstrumenten. 1989 übernahm der Sohn des Gründers, Karl Schagerl jun., die Firma. Im Jahr 2000 folgte der Umzug in großzügigere Räumlichkeiten.
Seit 2008 findet im Stift Melk alle drei Jahre das „Schagerl Brass Festival“ statt.

## Unternehmen
Im Unternehmen werden Instrumente nicht nur gebaut, sondern auch weiterentwickelt und verbessert. Die Konzeptionierung von sogenannten „Meisterinstrumenten“ geschieht in enger Zusammenarbeit mit professionellen Instrumentalisten wie zum Beispiel Hans Gansch, Gábor Tarkövi, den Musikern von Mnozil Brass oder James Morrison. Schagerl produziert Trompeten, Kornette, Flügelhörner, Posaunen, Saxophone und Querflöten. Jährlich werden etwa 700 Instrumente gebaut.
Weitere Blechblasinstrumente werden unter der Marke Venus hergestellt: zusätzlich zu oben genannten Instrumenten Hörner, Althörner, Tenorhörner, Baritone, Euphonien und Tuben.
Es gibt noch ein weiteres bedeutsames Instrument, das mit dem Unternehmen Schagerl verbunden ist und in Mank im Mostviertel entwickelt wurde: Es ist das sogenannte „Ganschhorn“, das nach Hans Ganschs jüngerem Bruder Thomas benannt ist. Thomas Gansch ist ebenfalls Profitrompeter und tritt mit dem Blasmusikensemble Mnozil Brass international in Erscheinung.
Seit 2010 werden unter der Marke Schagerl Drums – gegründet von Markus Lechner und Robert Schagerl – hochwertige Trommeln gebaut. Nach zwei Jahren Entwicklungszeit und dem Umzug ins nahe Ruprechtshofen war 2012 die erste Kleine Trommel fertiggestellt. Auch hier entstehen die Instrumente in Zusammenarbeit mit bekannten Musikern, wie beispielsweise Thomas Lang oder die Edition Berliner Philharmoniker 2014 mit dem Schlagzeuger Jan Schlichte.